# Cadeira monobloco

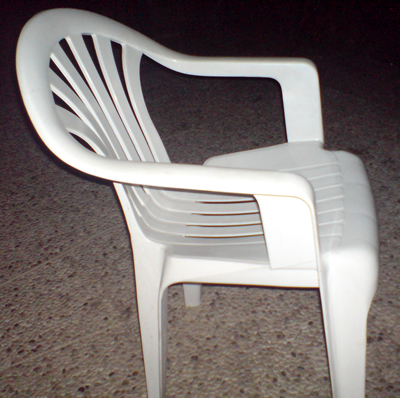
Uma cadeira monobloco

A cadeira monobloco é um tipo particular de cadeira feita em polipropileno, muito leve e fácil de empilhar. Os primeiros registros da cadeira monobloco datam de 1967, como uma criação do designer italiano Vico Magistretti, inspirado num desenho do arquiteto Joe Colombo. Variantes da cadeira de plástico de uma  só peça entraram em produção feitas pelo Allibert Group e Grosfillex Group na década de 1970. Desde então, milhões têm sido fabricadas em países como Rússia, Taiwan, Austrália, México, Estados Unidos, Itália, França, Alemanha, Marrocos, Turquia, Israel e China. Existem muitas variações de design da idéia básica.
A cadeira monobloco tem esse nome porque é moldada por injecção a partir de polipropileno termoplástico. Os grânulos são aquecidos a cerca de 220 graus Celsius, e o plástico fundido injetado num molde. A porta do molde é normalmente localizada no assento, de forma a assegurar um fluxo suave de todas as partes da ferramenta. As cadeiras custam cerca de US$ 3 para serem produzias, tornando-as acessíveis em todo o mundo.
O teórico social Ethan Zuckerman as descreve como tendo adquirido uma onipresença mundial:

A monobloco é um dos poucos objetos que eu consigo pensar como livres de qualquer contexto específico. Ver uma cadeira de plástico branco em uma fotografia não lhe oferece nenhuma pista de onde ou quando você está.